# Ovidiu Hațegan
Ovidiu Hațegan, (Arad, 14 de julho de 1980) é um árbitro de futebol romeno que faz parte do quadro da Federação Internacional de Futebol (FIFA) desde 2008.

## Carreira
Ovidiu Hațegan foi árbitro das Eliminatórias da Copa do Mundo FIFA de 2014, Qualificações para o Campeonato Europeu de Futebol de 2012, Eurocopa de 2016 e Jogos Olímpicos RIO 2016.